# ستاره تیگاردنز سی
ستاره تیگاردنز سی (انگلیسی: Teegarden's Star c) یا تیگاردن بی یک سیاره فراخورشیدی در منطقهٔ قابل سکونت ستاره تیگاردنز (نوعی کوتوله سرخ نوع ام) است که در فاصلهٔ ۱۲ سال نوری از منظومه شمسی واقع شده‌است. این جرم آسمانی، چهارمین سیارهٔ احتمالی قابل سکونت نزدیک به زمین تا ژوئیه ۲۰۱۹ است.